# Pieces of a Real Heart
Pieces of a Real Heart é o quinto álbum de estúdio da banda Sanctus Real, lançado a 9 de março de 2010.

## Faixas
Letra escrita por Matt Hammitt.
Música composta por Sanctus Real; composição adicional anotada.
1. "Forgiven" – 3:37
2. "These Things Take Time" (Christopher Stevens) – 3:21
3. "The Way the World Turns" (Stevens) – 4:08
4. "Lead Me" (Jason Ingram) – 3:48
5. "The Redeemer" (Stevens) – 3:45
6. "Take Over Me" (Stevens) – 3:05
7. "I Want to Get Lost" (Jason Gray) – 3:54
8. "'Til I Got to Know You" (Ben Glover, Stevens) – 3:57
9. "Dear Heart" (Allen Salmon) – 3:01
10. "I'll Show You How to Live" (Ingram) – 3:19
11. "Keep My Heart Alive" (Glover) – 3:26

## Paradas
| Ano  | Parada               | Posição |
| ---- | -------------------- | ------- |
| 2010 | Billboard 200        | 76      |
| 2010 | Top Christian Albums | 4       |